# Leon Dai
Leon Dai (chinês:  戴立忍; pinyin: Dài Lìrěn; Pe̍h-ōe-jī: Tè Li̍p-jím; nascido em 27 de julho de 1966) é um ator e diretor de cinema taiwanês. Seu filme Bùnéng méiyǒu nǐ (2009) foi o representante de Taiwan ao Oscar de Melhor Filme Estrangeiro no 82º Oscar. O filme também ganhou dois prêmios no 46º Golden Horse Film Awards.

## Política
Em 2016, Dai enfrentou a ira pública na China por comentários percebidos como de apoio ao movimento de independência de Taiwan, embora tenha negado qualquer simpatia. As filmagens do filme No Other Love já haviam sido concluídas; ele foi demitido e suas cenas foram descartadas.

## Filmografia selecionada
| Ano  | Título                          | Personagem                  | Notas |
| ---- | ------------------------------- | --------------------------- | ----- |
| 2023 | Míng tian bi zuo tian chang jiu | Chua                        |       |
| 2022 | Hei de jiào yù                  | Xing                        |       |
| 2021 | Tomorrow Is a Long Time         | Ainda não confirmado        | [ 4 ] |
| 2020 | Your Name Engraved Herein       | Chang Jia-han de meia-idade |       |
| 2017 | The Great Buddha+               | Kevin                       |       |
| 2016 | Peaceful Island                 |                             |       |
| 2015 | Shi fu                          |                             |       |
| 2015 | Long zai na li                  |                             |       |
| 2015 | Pan wo you zui                  |                             |       |
| 2015 | Nie Yinniang                    |                             |       |
| 2015 | Re xue nan ren bang             |                             |       |
| 2015 | Elena                           |                             |       |
| 2014 | Love Evolutionism               |                             |       |
| 2014 | Secret Sharer                   | Capitão Wang                |       |
| 2014 | Han chan xiao ying              |                             |       |
| 2013 | Kong cheng ji                   | Diabo                       |       |
| 2013 | Da Ming jie                     | Sun Chuanting               |       |
| 2009 | Bùnéng méiyǒu nǐ                | Diretor                     |       |
| 2008 | Ting che                        |                             |       |
| 2002 | Shuang tong                     |                             |       |
| 2001 | Ai ni ai wo                     |                             |       |
| 1999 | Tiānmǎ cháfáng                  |                             |       |
| 1999 | Sam dung                        |                             |       |
| 1997 | Fang lang                       |                             |       |

## Prêmios e indicações
| Ano  | Associações               | Categoria                                          | Nomeações   | Resultado |
| ---- | ------------------------- | -------------------------------------------------- | ----------- | --------- |
| 2020 | Osaka Asian Film Festival | Melhor Ator Coadjuvante                            |             | Venceu    |
| 2020 | Taipei Film Awards        | Melhor Ator Coadjuvante                            |             | Indicado  |
| 2023 | 58th Golden Bell Awards   | Melhor Ator Coadjuvante em Minissérie ou Telefilme | Wave Makers | Indicado  |